# آنخيل بيثيسو
آنخيل بيثيسو (بالإسبانية: Ángel Vicioso)‏ (و. 1977  م) هو راكب دراجة هوائية إسباني، ولد في ألاما دي أراغون، شارك في طواف إسبانيا، وطواف إسبانيا 2013، وطواف فرنسا، وطواف إيطاليا 2014.

## روابط خارجية
- آنخيل بيثيسو على موقع الاتحاد الدولي للدراجات (الإنجليزية)
- آنخيل بيثيسو على موقع أرشيف الدراجات (الإنجليزية)
- آنخيل بيثيسو على موقع إحصائيات الدراجات الإحترافية (الإنجليزية)
- آنخيل بيثيسو على موقع نسبة الدراجات (الإنجليزية)
- آنخيل بيثيسو على موقع CycleBase (الإنجليزية)